# 凤头黍
凤头黍（学名：Acroceras munroanum），为禾本科凤头黍属下的一个植物种。